# Hôtel de ville de San Francisco
L'hôtel de ville de San Francisco (en anglais : City Hall of San Francisco) en Californie a ouvert ses portes en 1915. Il est construit dans le quartier du Civic Center, dans le centre-ville de San Francisco. Son architecture est de style Beaux-Arts qui s'inscrit dans le mouvement City Beautiful en vogue aux États-Unis à la fin du XIXe siècle et au début du XXe siècle. De plan rectangulaire, il est surmonté d'un dôme qui est le cinquième plus grand du monde. Le bâtiment actuel remplace l'ancien hôtel de ville qui a été dévasté après le tremblement de terre de 1906.
L'architecte chargé des plans était Arthur Brown Jr, qui dessina également ceux du War Memorial Opera House, du Veterans Building, Temple Emanuel, de la Coit Tower et du Federal office building.
Il abrite l'administration du maire de San Francisco. Il fait face au monument et à la statue en hommage au libérateur Simón Bolívar.

## Architecture

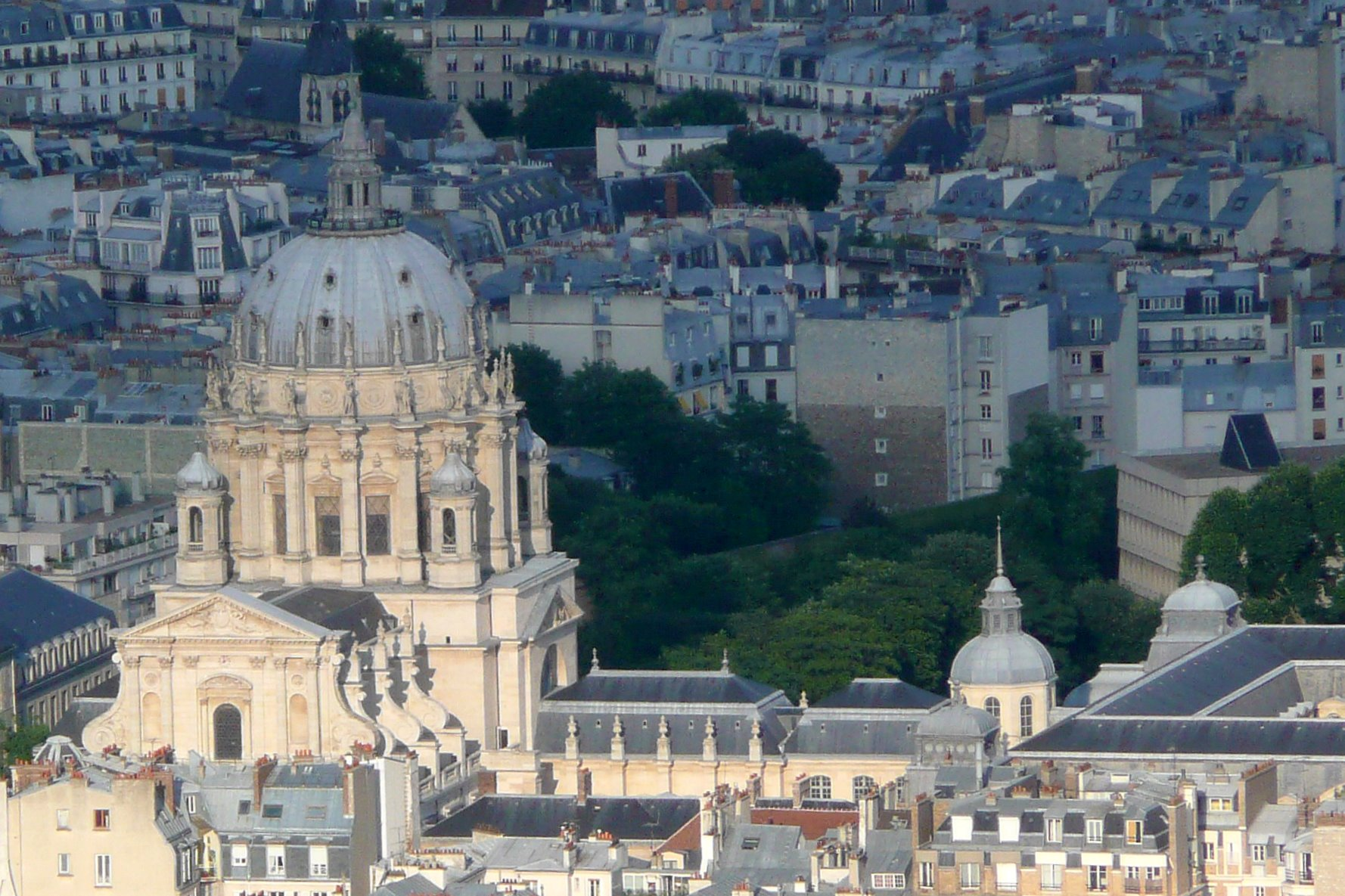
Le dôme de l'église du Val-de-Grâce (Paris) servit de modèle à celui de l'hôtel de ville de San Francisco.

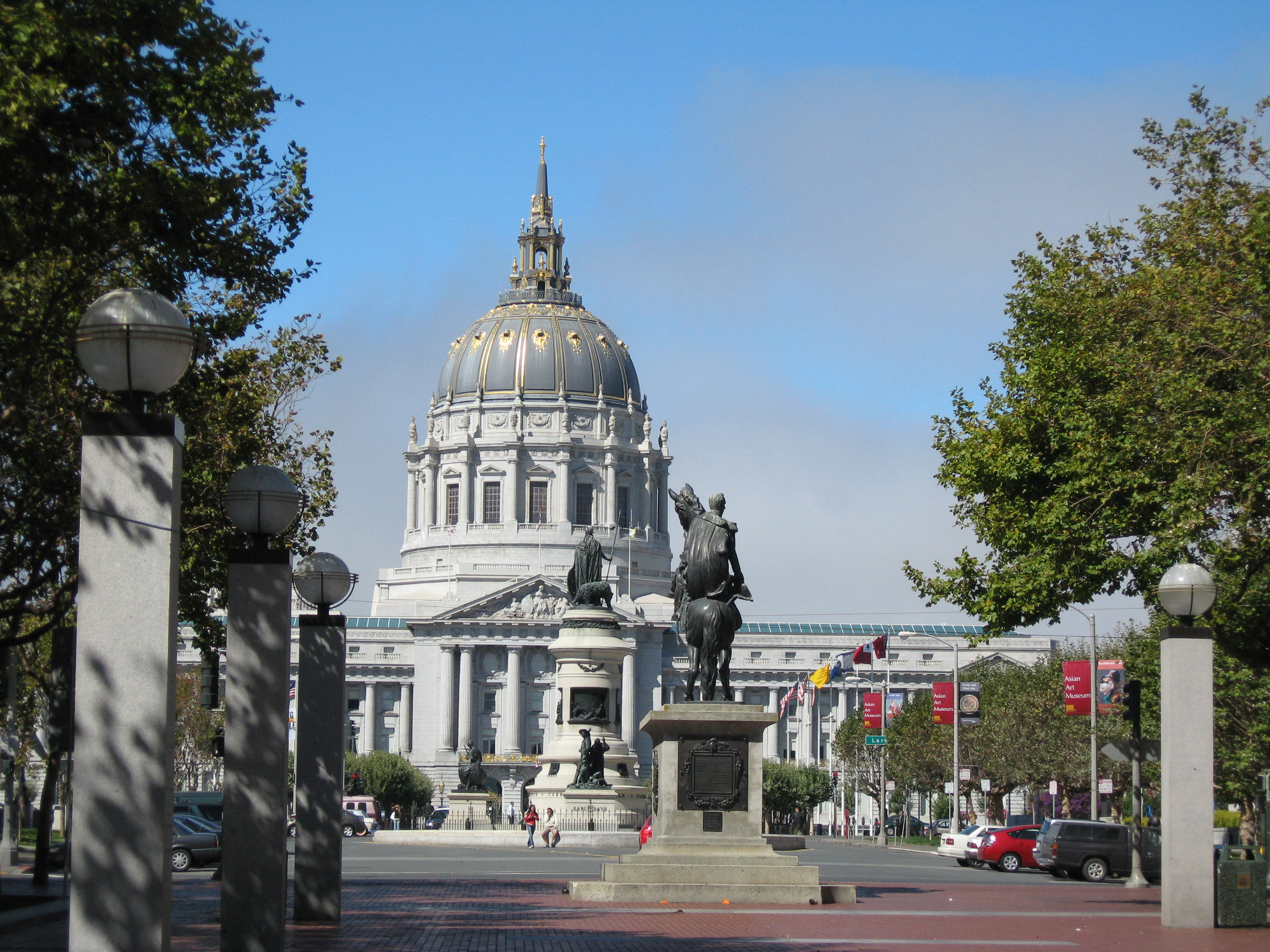
L'hôtel de ville faisant face au monument et à la statue en hommage au Libertador Simón Bolívar.

L'hôtel de ville s'étend sur une surface de 46 000 m2 et occupe deux blocs entiers du Civic Center de San Francisco. Sa façade s'étire le long de Van Ness Avenue et de Polk Street sur 119 mètres. Les deux autres côtés qui s'ouvrent sur Grove Street et McAllister Street, mesurent 82 mètres. Le dôme imite celui du Val-de-Grâce à Paris, dessiné au XVIIe siècle par François Mansart, et la structure intérieure de la coupole tronquée permettant un meilleur éclairage du plafond évoque celle de l'hôtel des Invalides, réalisée par Jules Hardouin-Mansart également à Paris à la fin du XVIIe siècle. Le dôme culmine à 94 mètres au-dessus du sol, ce qui en fait le cinquième plus grand du monde. Il mesure 35 cm de plus que le dôme du Capitole des États-Unis. Son diamètre est de 20 mètres.

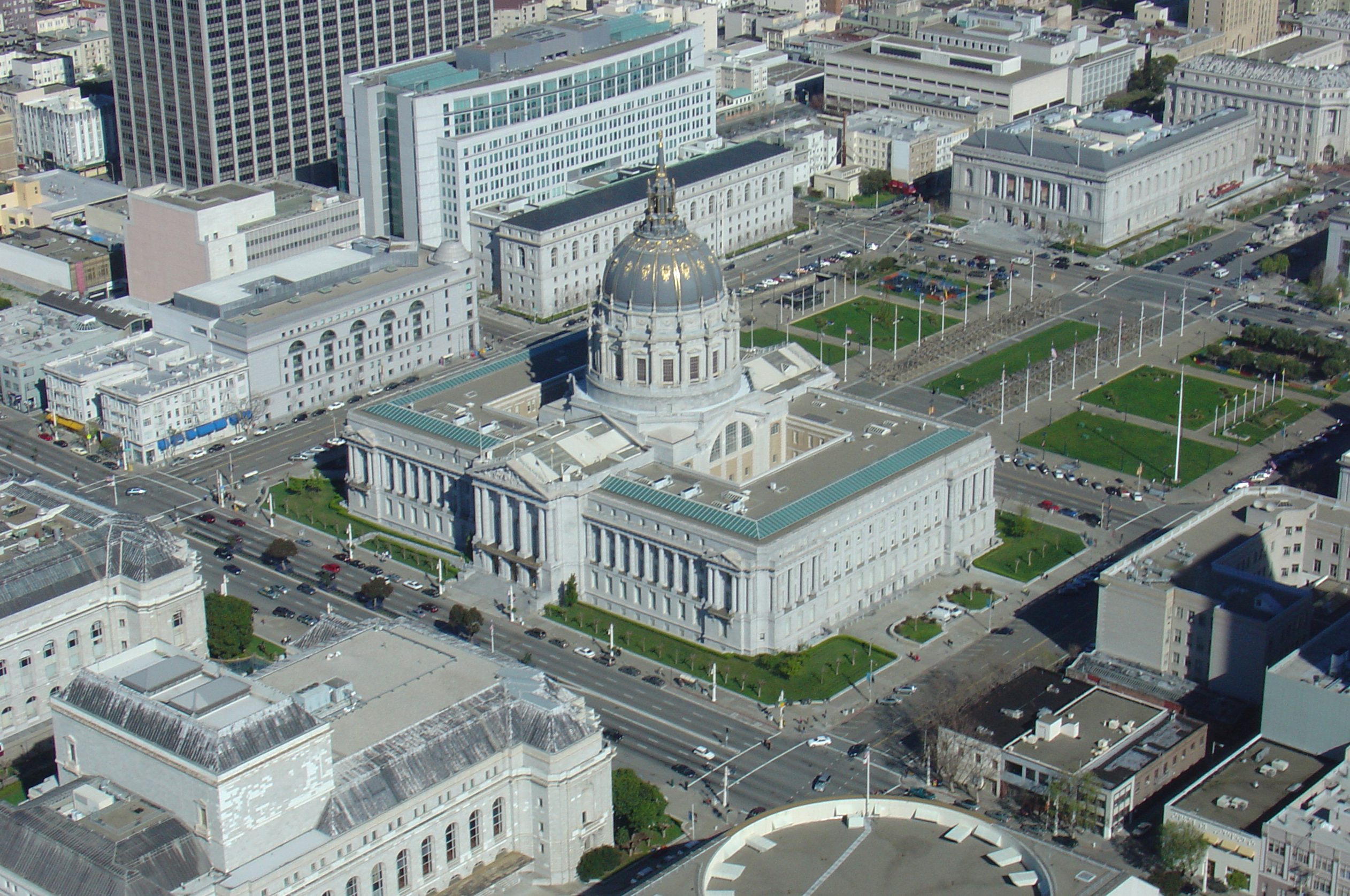
Vue aérienne de l'hôtel de ville de San Francisco.

L'ensemble du bâtiment contient quelque 7 035 tonnes d'acier fabriqué par la compagnie « American Bridge Company » située près de Pittsburgh (Pennsylvanie). Les façades sont construites en granite du comté de Madera et du grès de l'Indiana pour les murs intérieurs. Des marbres de l'Alabama, du Colorado, du Vermont et d'Italie ont également été utilisés. On doit la plupart des statues du bâtiment au sculpteur américain d'origine française Henri Crenier (1873-1948).
À l'intérieur, la coupole offre un décor impressionnant. Le bureau du maire se trouve en face du grand escalier. Des bustes représentant les anciens maires sont également exposés. Plusieurs plaques situées à l'entrée du hall rappellent les discours de George Washington et d'Abraham Lincoln. Sur les médaillons de la voûte de la coupole figurent les mots Equality (égalité), Liberty (liberté), Strength (force), Learning (éducation) et Progress (progrès).

## Historique

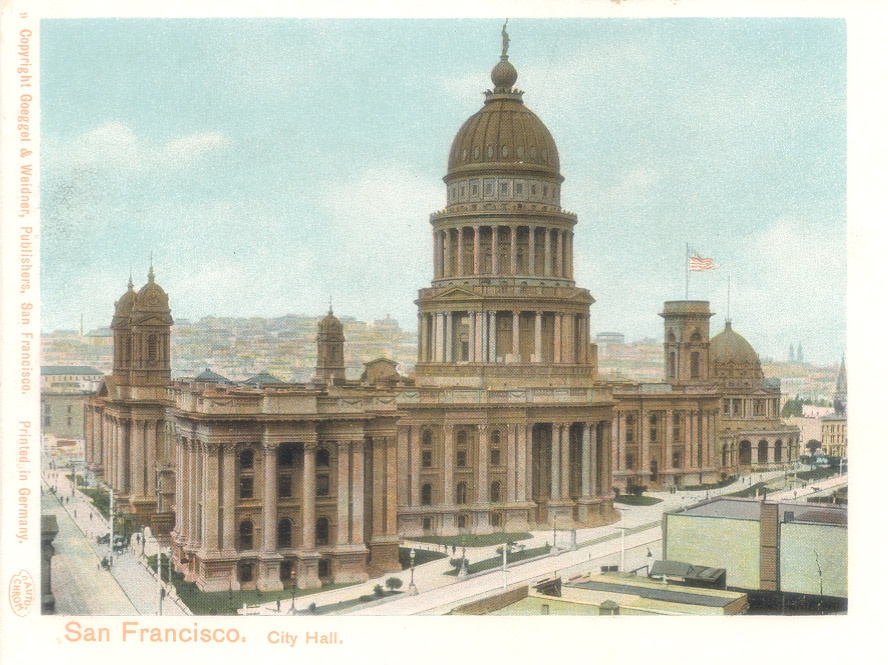
L'ancien hôtel de ville en 1900.

Les ruines de l'hôtel de ville de San Francisco, après le séisme de 1906.

Le premier hôtel de ville érigé à proximité, à un emplacement auparavant occupé par le cimetière de Yerba Buena, est l’œuvre des architectes Augustus Laver (en) et Thomas Stent (en). Implanté sur une parcelle triangulaire, il se compose de plusieurs ailes de bureaux et services publics avec une rotonde surmontée d'un dôme à armature métallique. Un bâtiment circulaire accueille les archives municipales. Les travaux commencés en 1871 sont réalisés en plusieurs phases et s'achèvent en 1899. En partie détruit par le tremblement de terre de 1906, il est remplacé dans les années 1910 par le nouvel hôtel de ville et une série de bâtiments de part et d'autre du Civic Center Plaza (en).
La dépouille du président américain Warren G. Harding (1865-1923) fut déposée à l'hôtel de ville de San Francisco : ce dernier était mort d'une attaque cardiaque au Palace Hotel le 2 août 1923. Joe DiMaggio et Marilyn Monroe se sont mariés dans le bâtiment en 1954. En mai 1960, des étudiants avaient choisi de se réunir sous la coupole pour protester contre le House Un-American Activities Committee ; ils en furent délogés par la police. Le maire George Moscone (1929-1978) et le superviseur Harvey Milk (1930-1978) ont été assassinés dans l'hôtel de ville le 27 novembre 1978, par Dan White (1946-1985). Le tremblement de terre de 1989 à Loma Prieta en octobre 1989 endommagea la structure du bâtiment et le dôme se décala de 102 mm de sa base. Depuis, des travaux ont été réalisés afin de renforcer l'édifice et de le rendre résistant aux séismes.

## L'hôtel de ville au cinéma

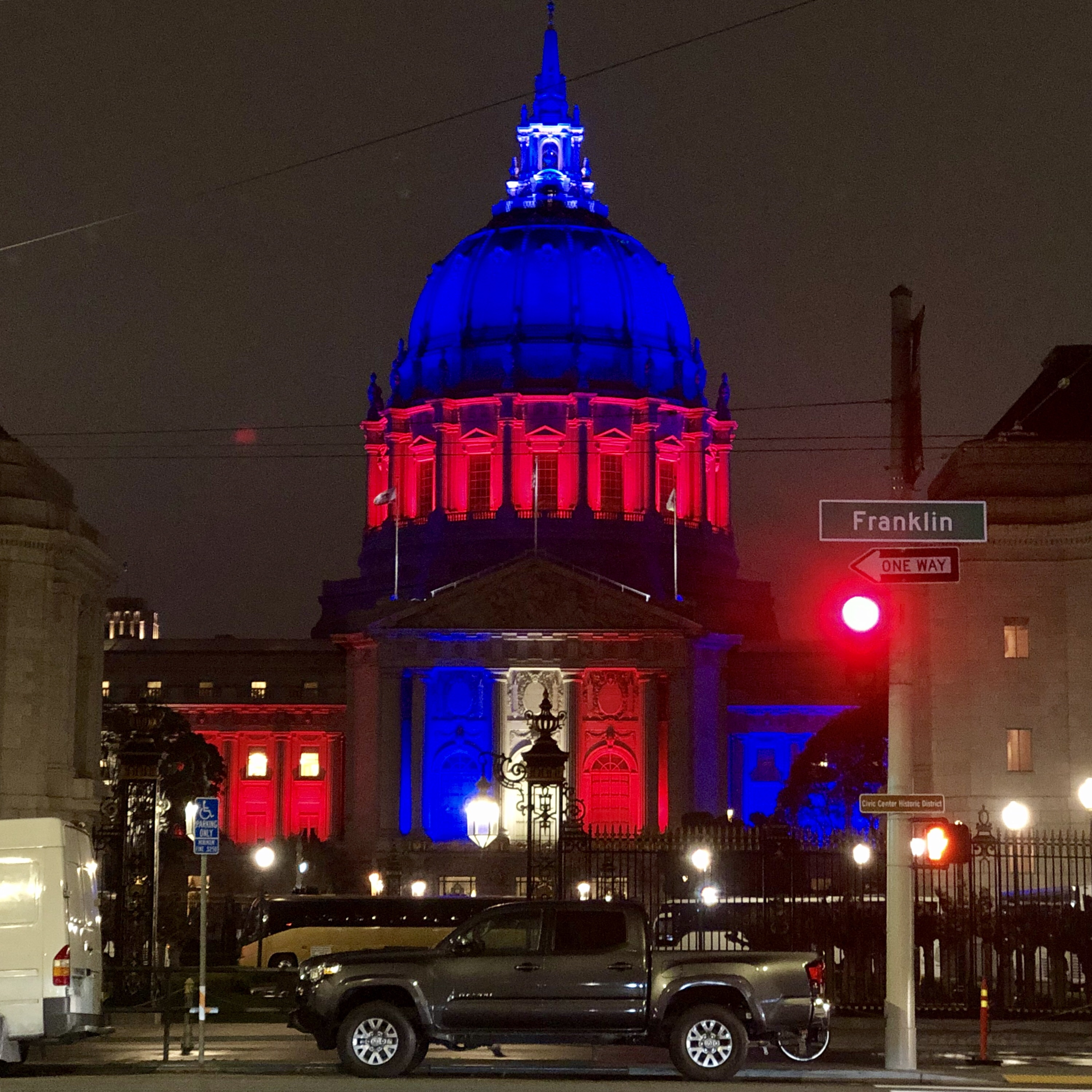
Hôtel de ville de San Francisco illuminé aux couleurs du drapeau français après l’incendie de Notre-Dame de Paris.

L'hôtel de ville de San Francisco apparaît dans plusieurs films américains. Une scène de L'Inspecteur Harry (1971) fut filmée dans le bureau du maire. L'hôtel de ville apparaît dans la séquence d'ouverture de La Tour infernale (1974) et la coupole est visible à la fin de L'Invasion des profanateurs (1978). Dans Les Aventuriers de l'arche perdue (1981), une scène a été tournée sous la coupole, alors qu'elle était supposée se dérouler sous celle du Capitole des États-Unis. On peut également citer : Dangereusement vôtre (1985), Rock (1996), Endiablé (2000) et Harvey Milk (2008).

## Photographies

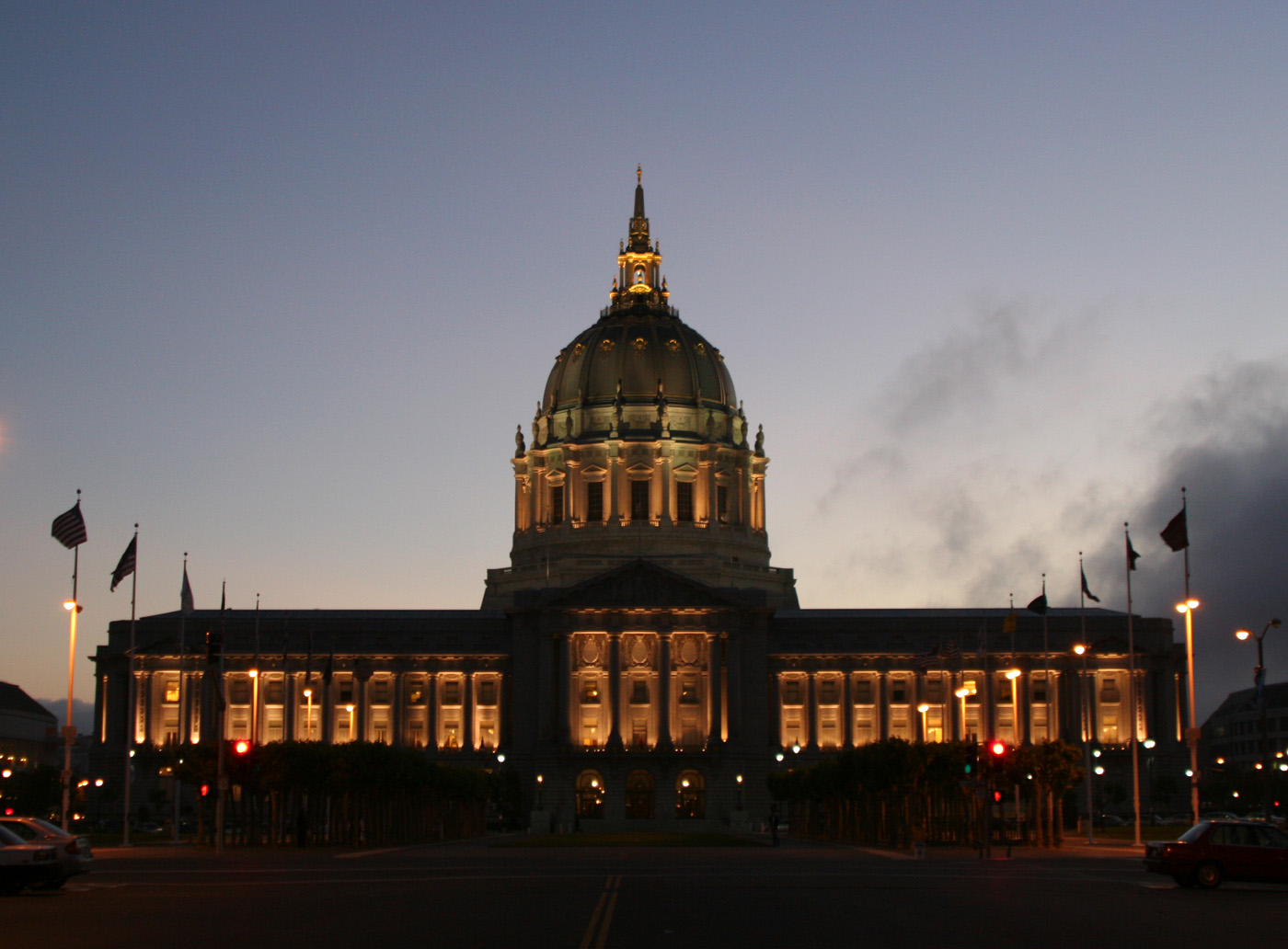
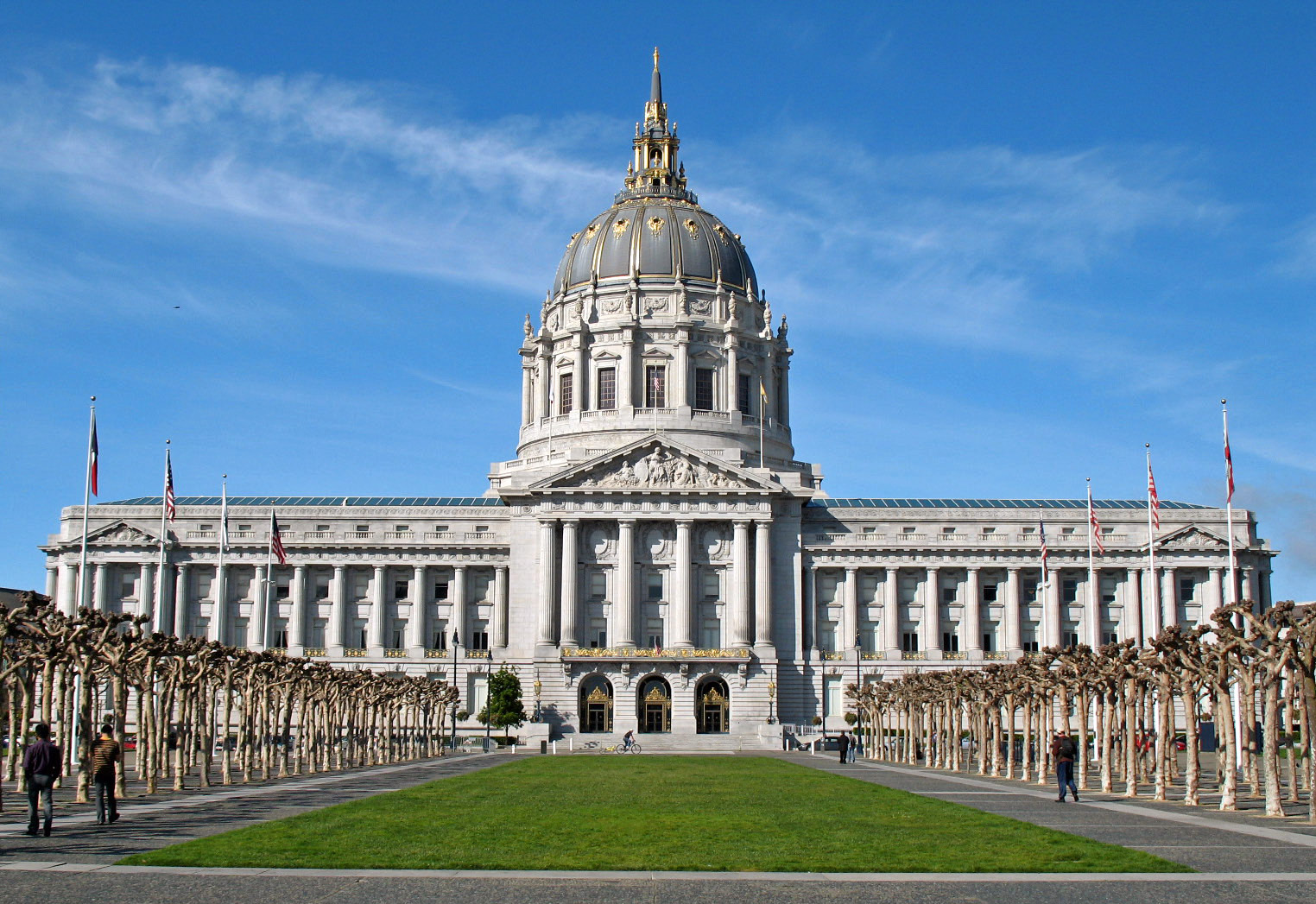
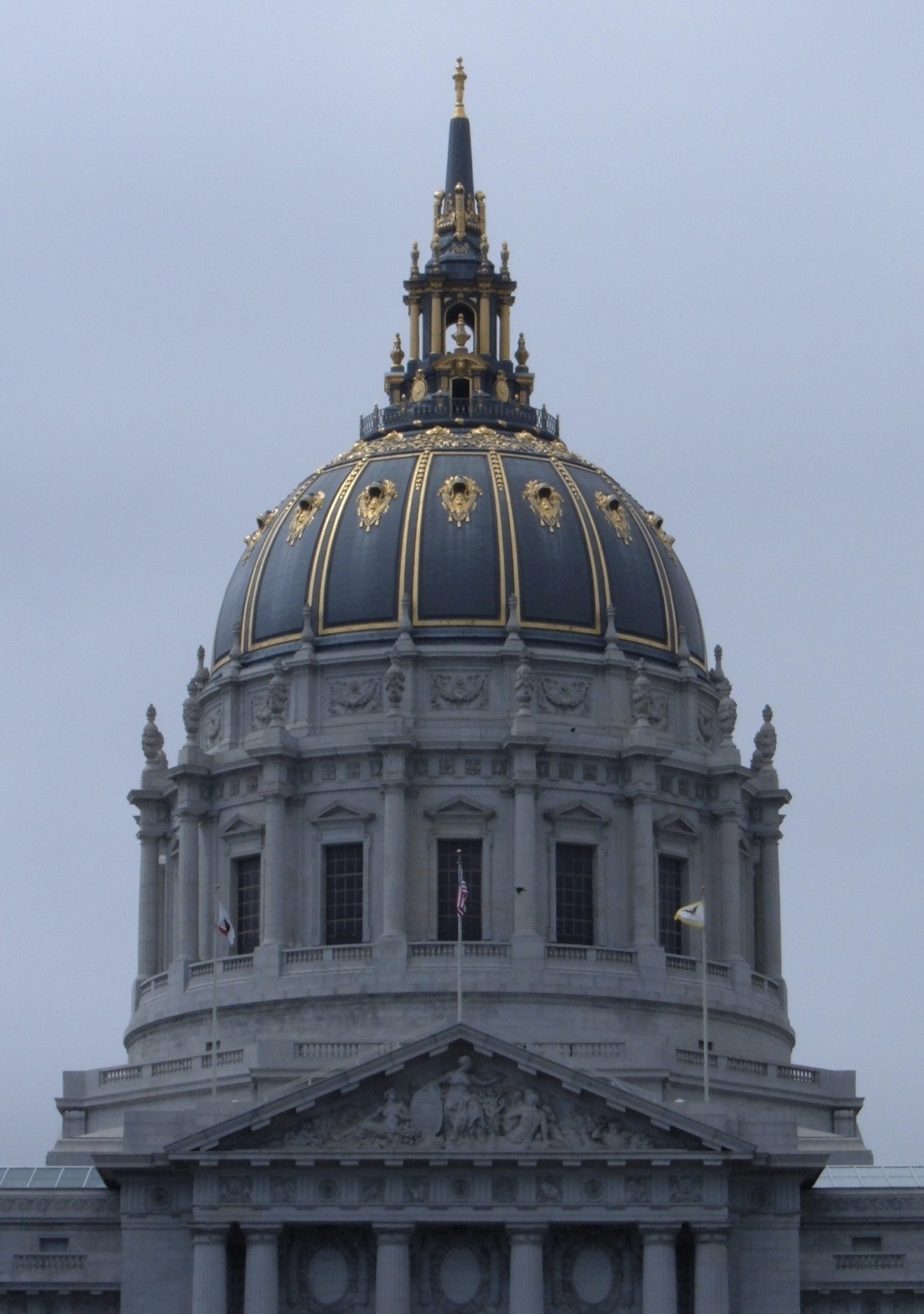
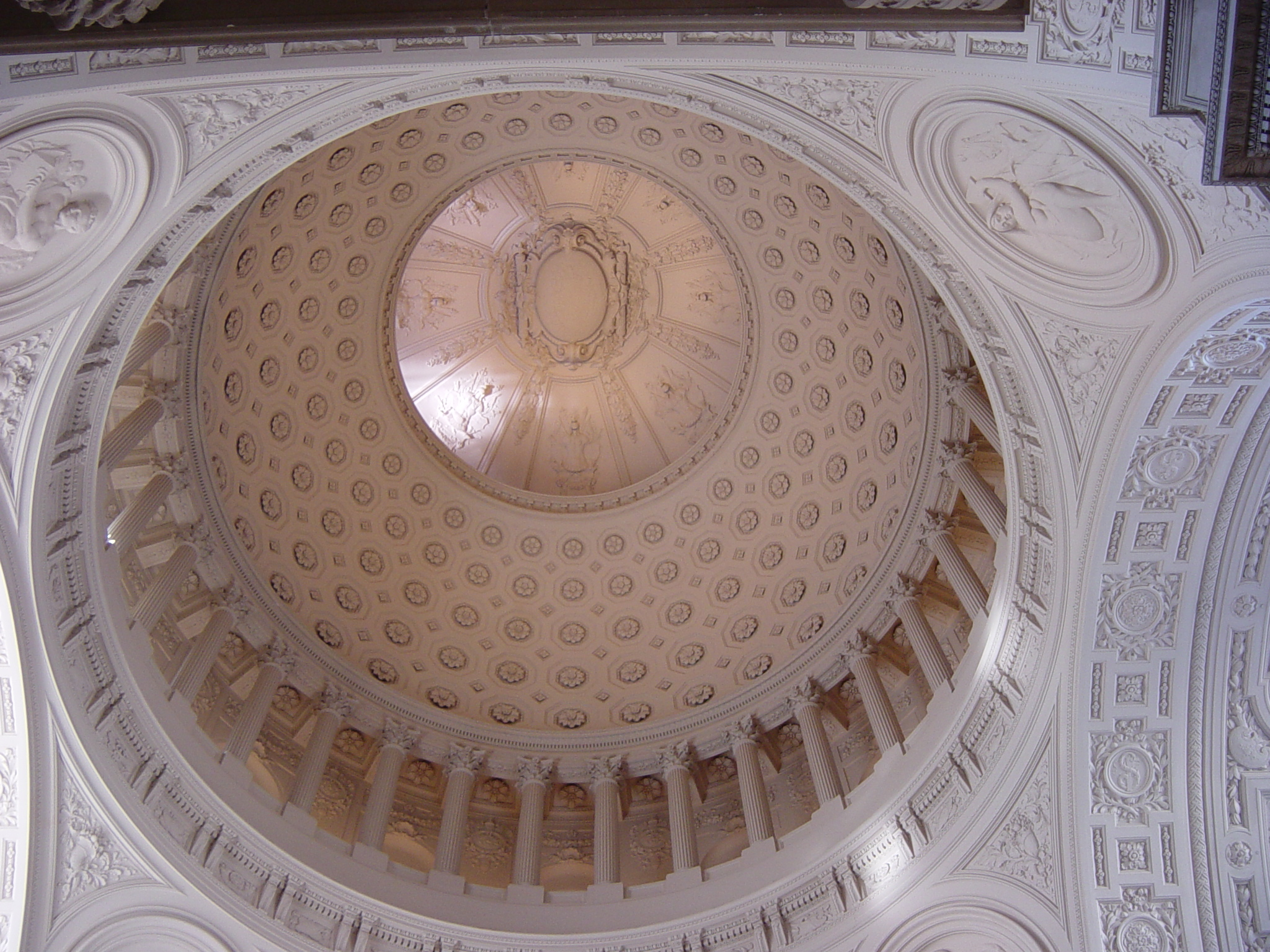
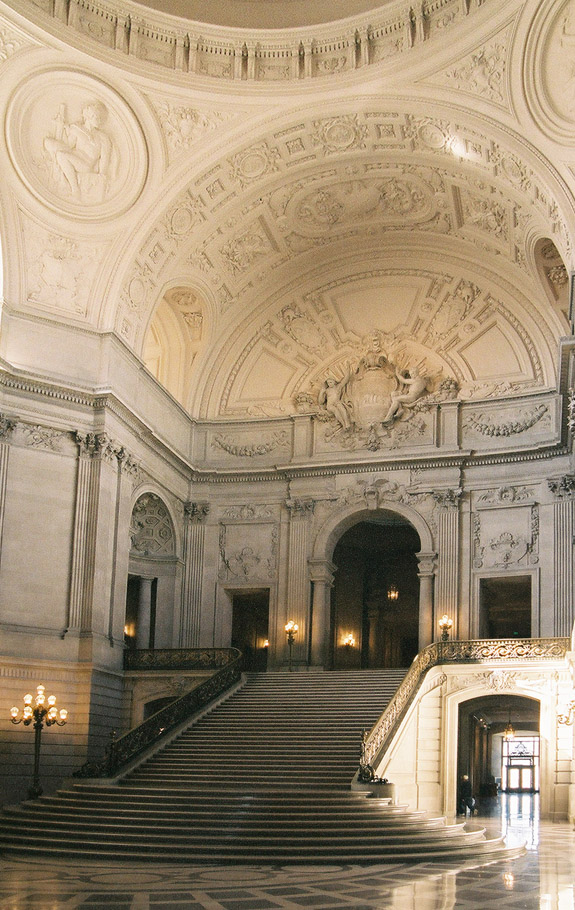
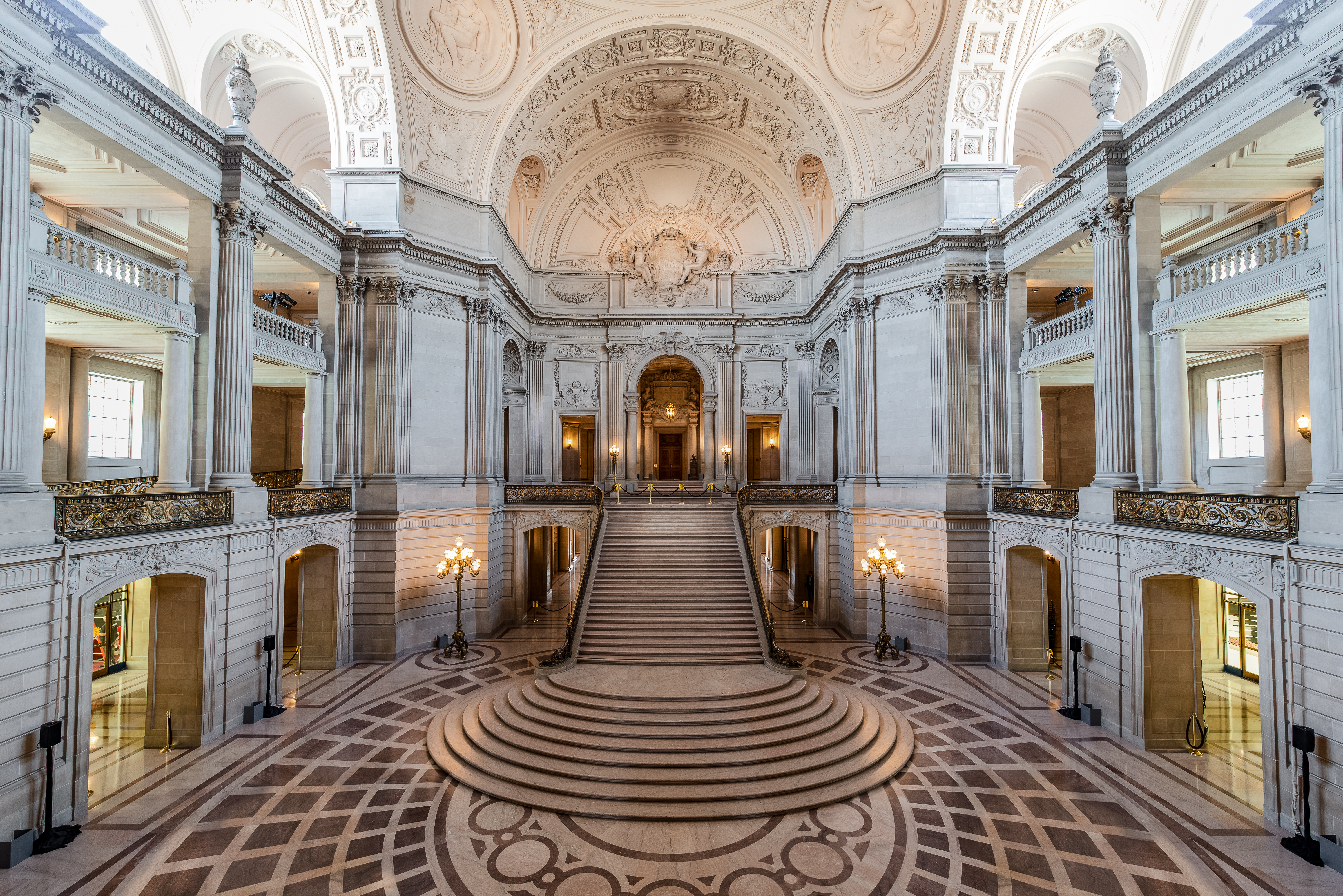

L'hotel de ville vu depuis l'immeuble du 100 avenue Van Ness.